# Italo Balbo
Italo Balbo, ( Ferrara, 6.  lipnja 1896. – nedaleko Tobruka, Libija, 28. lipnja 1940.),  bio je talijanski fašistički vođa i pionir zrakoplovstva. 
Balbo je bio sudionik Prvog svjetskog rata a sudjelovao je i 1922. u Pohodu na Rim. Iste godine imenovan je zapovjednikom dragovoljaca fašističke milicije i zapovjednikom nacionalne sigurnosti. 1925. postaje zamjenik tajnika u ministarstvu trgovine, a 1926. prelazi u ministarstvo zrakoplovstva i biva unaprijeđen u generala.
Obnašao je dužnost ministra zrakoplovstva u vladi Benita Musolinija 1929. – 33., kada je predvodio velike eskadrile na relaciji Italija-Island-Chicago-Azorski otoci-Italija 1933. godine i imenovan je maršalom zrakoplovstva (Maresciallo dell'Aria) 13. kolovoza 1933. a 1934. postaje guverner Libije. Balbo se protivio ulasku Italije u Drugi svjetski rat. Poginuo je u zračnoj nesreći kada je negov zrakoplov pogođen iznad Torbruka, od vlastite protuzrakoplovne obrane. 
Italo Balbo je 1933. objavio knjigu La centuria alata.